# Gruppo d'armate Est
Il Gruppo d'armate Est fu un gruppo d'armate del Regio Esercito italiano durante la seconda guerra mondiale.
Creata inizialmente nel settembre 1939 con la responsabilità del presidio delle frontiere orientali dell'Italia, l'unità fu sciolta nel luglio 1940 ma riattivata nel maggio 1943 come comando superiore delle forze italiane schierate nei Balcani. Dopo l'annuncio dell'armistizio dell'Italia l'8 settembre 1943, il quartier generale del gruppo d'armate fu fatto prigioniero dai tedeschi e la grande unità si sbandò.

## Storia

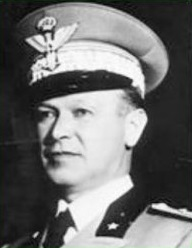
Il generale Ezio Rosi, ultimo comandante del gruppo d'armate

Il comando del Gruppo d'armate Est fu attivato il 1º settembre 1939: con sede a Roma e agli ordini del maresciallo d'Italia Rodolfo Graziani, l'unità aveva la responsabilità della direzione strategica delle operazioni belliche nell'Italia nord-orientale. Dopo la nomina di Graziani a Capo di stato maggiore del Regio Esercito il 3 novembre 1939, la guida del Gruppo d'armate Est fu affidata al generale Camillo Grossi e la sede del comando fu spostata a Scodovacca in Friuli; al momento dell'entrata dell'Italia nella seconda guerra mondiale il 10 giugno 1940, sotto la direzione del gruppo d'armate vi erano la 2ª Armata del generale Vittorio Ambrosio schierata al confine jugoslavo da Tarvisio a Fiume, l'Armata del Po (poi 6ª Armata) del generale Mario Vercellino in via di formazione in Lombardia e l'8ª Armata del principe Adalberto di Savoia-Genova in radunata nella zona tra il Veneto meridionale e la Romagna. Senza aver preso parte ad alcuna operazione, il comando del gruppo d'armate fu sciolto il 10 luglio 1940.
Il Gruppo d'armate Est fu riattivato il 15 maggio 1943 agli ordini del generale Ezio Rosi: con sede a Tirana, il gruppo d'armate aveva la responsabilità strategica delle forze italiane dislocate nella zona dei Balcani, sia con funzione di contrasto a eventuali sbarchi delle forze degli Alleati lungo le coste balcaniche che di repressione delle forze guerrigliere jugoslave nelle retrovie. Il gruppo d'armate riuniva sotto di sé la 9ª Armata del generale Lorenzo Dalmazzo schierata in Albania, l'11ª Armata del generale Carlo Vecchiarelli schierata in Grecia, il Comando Superiore Forze Armate Egeo responsabile della difesa del Dodecaneso italiano, il VI Corpo d'armata in Bosnia e il XIV Corpo d'armata in Montenegro; dall'agosto 1943 l'11ª Armata di Vecchiarelli fu sottratta al controllo del gruppo d'armate e sottoposta al comando dell'Heeresgruppe E tedesco.
Dopo il proclama Badoglio dell'8 settembre 1943 che annunciava l'avvenuto armistizio dell'Italia con gli Alleati, le forze tedesche procedettero rapidamente al disarmo e alla cattura delle truppe italiane dislocate nei Balcani, nell'ambito della più ampia operazione Achse. Privo di istruzioni precise da parte dell'alto comando, Rosi avviò il 9 settembre delle trattative con il comandante della 2. Panzerarmee tedesca generale Lothar Rendulic nel tentativo di strappare un accordo per un pacifico rientro in Italia dei reparti del suo gruppo d'armate; l'11 settembre, tuttavia, Rosi e l'intero comando del Gruppo d'armate Est furono catturati con un colpo di mano dei reparti tedeschi, decretando il dissolvimento della grande unità.